# Liste der Kulturgüter in Winterthur/Kreis 5
Die Liste der Kulturgüter in Winterthur/Kreis 5 enthält alle Objekte im Kreis 5 (Veltheim) in Winterthur, die gemäss der Haager Konvention zum Schutz von Kulturgut bei bewaffneten Konflikten, dem Bundesgesetz vom 20. Juni 2014 über den Schutz der Kulturgüter bei bewaffneten Konflikten sowie der Verordnung vom 29. Oktober 2014 über den Schutz der Kulturgüter bei bewaffneten Konflikten unter Schutz stehen. Kommunale Denkmalschutzobjekte der Stadt Winterthur werden in dieser Liste nicht aufgeführt.
Objekte der Kategorie A sind im Bundesinventar im Kreisgebiet nicht ausgewiesen, Objekte der Kategorie B des Bundesinventar sind vollständig in der Liste enthalten, Objekte der Kategorie C fehlen zurzeit (Stand: 1. Januar 2023). Unter übrige Baudenkmäler sind weitere geschützte Objekte zu finden, die im Verzeichnis der Objekte von überkommunaler Bedeutung der kantonalen Denkmalpflege sowie im Inventar Schutzwürdiger Bauten der Stadt Winterthur zu finden und nicht bereits in der Liste der Kulturgüter enthalten sind.

## Kulturgüter
| Foto |                                                                           | Objekt                                            | Kat. | Typ | Standort                           | Beschreibung                                                         |
| ---- | ------------------------------------------------------------------------- | ------------------------------------------------- | ---- | --- | ---------------------------------- | -------------------------------------------------------------------- |
| ja   | Datei hochladen · Wikidata zu Friedhof Rosenberg (Q29933466)              | Friedhof Rosenberg mit Nebenbauten KGS-Nr.: 07822 | B    | G   | Am Rosenberg 5–19 696751 / 263400  | Umfasst Krematorium, Abdankungshalle, Abwarthaus und Friedhofanlage. |
| ja   | Datei hochladen · Wikidata zu Kirche Veltheim (Q29933469)                 | Reformierte Kirche Veltheim KGS-Nr.: 07823        | B    | G   | Felsenhofstrasse 8 696286 / 262900 |                                                                      |
| ja   | Datei hochladen · Wikidata zu Reformiertes Pfarrhaus Veltheim (Q29933470) | Reformiertes Pfarrhaus Veltheim KGS-Nr.: 07824    | B    | G   | Bachtelstrasse 74 696300 / 262876  |                                                                      |

## Übrige Baudenkmäler
| ID             | Foto | | Objekt                                               | Kat.    | Typ | Standort                                                    | Beschreibung |
| -------------- | ---- | -------------------------------------------------------------------------------------------------- | ---------------------------------------------------- | ------- | --- | ----------------------------------------------------------- | ------------ |
| 23600024       | ja   | Datei hochladen · Wikidata zu Buswartehäuschen Rosenberg (Q123309578)                              | Buswartehäuschen Rosenberg                           | B kant. | G   | Schaffhauserstrasse 64.1 696681 / 263281                    |              |
| 23600119       | ja   | Datei hochladen · Wikidata zu Holzschopf (Q107985787)                                              | Reformiertes Pfarrhaus Veltheim (Holzschopf)         | B kant. | G   | Bachtelstrasse 74.2 696319 / 262871                         |              |
| 23600122       | ja   | Datei hochladen · Wikidata zu Reformiertes Pfarrhaus Veltheim (Q29933470)                          | Reformiertes Pfarrhaus Veltheim (Waschhäuschen)      | B kant. | G   | Bachtelstrasse 74 696303 / 262843                           |              |
| 23600387       | ja   | Datei hochladen · Wikidata zu Friedhof Rosenberg, Friedhofsgebäude mit Administration (Q123356049) | Friedhof Rosenberg (Friedhofsgebäude/Administration) | B reg.  | G   | Am Rosenberg 5 696786 / 263419                              |              |
| 236FRIEDH00387 |      | Datei hochladen · Wikidata zu Friedhof Rosenberg, Friedhofanlage (Q123309314)                      | Friedhof Rosenberg (Friedhofanlage)                  | B reg.  | G   | Am Rosenberg 5 696834 / 263589                              |              |
| 23600388       | ja   | Datei hochladen · Wikidata zu Friedhof Rosenberg, Aborthäuschen (Q123309218)                       | Friedhof Rosenberg (Abborthäuschen)                  | B reg.  | G   | Am Rosenberg 5.7 696803 / 263415                            |              |
| 23600389       | ja   | Datei hochladen · Wikidata zu Friedhof Rosenberg, Friedhofkapelle (Q123309758)                     | Friedhof Rosenberg (Friedhofkapelle)                 | B reg.  | G   | Am Rosenberg 15 696805 / 263473                             |              |
| 23600402       | ja   | Datei hochladen · Wikidata zu Friedhof Rosenberg, Gärtnerei mit Gewächshaus (Q123309673)           | Friedhof Rosenberg (Gärtnerei)                       | B reg.  | G   | Am Rosenberg 9 696741 / 263453                              |              |
| 23600643       |      | Datei hochladen · Wikidata zu Weinkellerei Volg, Lagergebäude und Magazingebäude (Q123309744)      | Weinkellerei (Lagergebäude und Magazingebäude)       | B reg.  | G   | Feldstrasse 16 696428 / 262555                              |              |
| 236WANDB00643  | ja   | Datei hochladen · Wikidata zu Weinkellerei Volg, Wandbild und Kopie (Q123309743)                   | Weinkellerei (Wandbild und Kopie)                    | B reg.  | G   | bei Feldstrasse 16 696419 / 262530                          |              |
| 23600957       | ja   | Datei hochladen · Wikidata zu Friedhof Rosenberg, Kolumbarium (Q123356050)                         | Friedhof Rosenberg (Friedhofpavillon/Columbarium)    | B reg.  | G   | Am Rosenberg 5 696811 / 263563                              |              |
| 23601289       | ja   | Datei hochladen · Wikidata zu Friedhof Rosenberg, Werkstattgebäude (Q123309582)                    | Friedhof Rosenberg (Werkstattgebäude)                | B reg.  | G   | Am Rosenberg 11 696723 / 263460                             |              |
| 236HALLE02832  |      | Datei hochladen · Wikidata zu Friedhof Rosenberg, Unterirdische Aufbahrungshalle (Q123309410)      | Friedhof Rosenberg (Unterirdische Aufbahrungshalle)  | B reg.  | G   | Am Rosenberg 7 696859 / 263428                              |              |
|                | ja   | Datei hochladen · Wikidata zu Ausserdorfstrasse 2/2a (Q123170038)                                  | Ausserdorfstrasse 2/2a                               | C       | G   | Ausserdorfstrasse 2/2a 696190 / 262887                      |              |
|                | ja   | Datei hochladen · Wikidata zu Ehemaliges Bauern- und Armenhaus Veltheim (Q123348331)               | Ausserdorfstrasse 13/Bachtelstrasse 98-100a          | C       | G   | Ausserdorfstrasse 13/Bachtelstrasse 98-100a 696138 / 262837 |              |
|                |      | Datei hochladen · Wikidata zu Kehlhof (Bachtelstrasse 52) (Q123170093)                             | Kehlhof                                              | C       | G   | Bachtelstrasse 52 696374 / 262902                           |              |
|                | ja   | Datei hochladen · Wikidata zu Bachtelstrasse 56 (Q123170182)                                       | Kehlhof (ehemaliger Speicher)                        | C       | G   | Bachtelstrasse 56 696357 / 262911                           |              |
|                | ja   | Datei hochladen                                                                                    | Bachtelstrasse 90–96                                 | C       | G   | Bachtelstrasse 90–96 696163 / 262836                        |              |
|                | ja   | Datei hochladen · Wikidata zu Siedlung Bachtelstrasse (Q116995696)                                 | Siedlung Bachtelstrasse                              | C       | G   | Bachtelstrasse 101–123 696124 / 262784                      |              |
|                |      | Datei hochladen · Wikidata zu Siedlung Schachen (Q123169669)                                       | Siedlung Schachen                                    | C       | G   | Buchackerstrasse 37–43; Hainbuchenweg 4–10 696317 / 263538  |              |
|                | ja   | Datei hochladen · Wikidata zu Restaurant Konkordia (Q98940056)                                     | Restaurant Konkordia                                 | C       | G   | Feldstrasse 2 696319 / 262825                               |              |
|                | ja   | Datei hochladen · Wikidata zu Feldstrasse 29 (Q123170285)                                          | Mehrfamilienhaus Feldstrasse 29                      | C       | G   | Feldstrasse 29 696447 / 262604                              |              |
|                | ja   | Datei hochladen · Wikidata zu Ruhtalstrasse 30 (Q123170168)                                        | Ruhtalstrasse 30                                     | C       | G   | Ruhtalstrasse 30 696604 / 262465                            |              |
|                | ja   | Datei hochladen · Wikidata zu Siedlung Sommerhalde (Q116982929)                                    | Siedlung Rosenberg                                   | C       | G   | Sommerhaldenstrasse 2–32 696539 / 263126                    |              |
|                | ja   | Datei hochladen                                                                                    | Tambürlihaus                                         | C       | G   | Trottenstrasse 2–4 696235 / 262868                          |              |

Legende: Im Wesentlichen siehe Legende der Liste der Kulturgüter von nationaler und regionaler Bedeutung, mit folgenden Ausnahmen:
- Anstelle der KGS-Nummer wird als Objekt-Identifikator (ID) die Inventarnummer im Verzeichnis der Objekte von überkommunaler Bedeutung des kantonalen Denkmalschutzamtes verwendet.
- Bei den Kategorien wird wie folgt unterschieden: B kant. = Objekt von kantonaler Bedeutung (Kanton Zürich); B reg. = Objekt von regionaler Bedeutung (Kanton Zürich).